# Alibernet
Alibernet (zkratka Al) je středně pozdní až pozdní moštová odrůda révy vinné (Vitis vinifera), určená k výrobě červených vín. Odrůda byla vyšlechtěna v roce 1950 ještě v bývalém Sovětském svazu, v Oděse, křížením odrůd Alicante Henri Bouschet a Cabernet Sauvignon.
Alicante Henri Bouschet je odrůda původu Vitis vinifera, kříženec odrůd Grenache Noir a Petit Bouschet, vyšlechtěná roku 1855 francouzem Henri Bouschetem. Na této odrůdě, kromě toho, že je to barvířka a tuto vlastnost úspěšně předala i nové odrůdě, je zajímavý i původ názvu. V literatuře je často poznamenáno …“nese jméno španělského města Alicante, proč, není jasné“… Inu patrně proto, že jedním ze synonym odrůdy Grenache Noir je právě Alicante, autor křížení patrně netušil, že se jednou skutečně bude pěstovat i v oblasti Alicante.

## Popis
Réva vinná (Vitis vinifera) odrůda Alibernet je jednodomá dřevitá pnoucí liána, dorůstající v kultuře až několika metrů. Kmen tloušťky až několik centimetrů je pokryt světlou borkou, která se loupe v pruzích. Úponky révy umožňují této rostlině pnout se po pevných předmětech. Růst je středně bujný až bujný, se vzpřímenými až polovzpřímenými letorosty. Vrcholky letorostů a mladé lístky jsou zelené s vínově červeným nádechem, slabě ochmýřené. Jednoleté réví je hnědé, s tmavšími uzly.
Listy jsou středně velké až velké, tří- až pětilaločné se středně hlubokými, otevřenými horními bočními výkroji, které jsou ve tvaru „U“ či lyrovité, někdy se zoubkem. Tvar čepele je okrouhlý až čtvercový. Vrchní strana čepele listu je slabě až středně puchýřnatá, zvlněná, spodní středně hustě chloupkatá. Řapíkový výkroj je lyrovitý, u báze ostrý, otevřený, řapík listu je krátký, silněji načervenalý. Sytá zeleň přechází koncem vegetace do sytě červeného zbarvení.
Oboupohlavní pětičetné květy v hroznovitých květenstvích jsou žlutozelené, samosprašné. Plodem je malá až středně velká (13–16 mm, 1,4 g), kulatá až oválná bobule s celoplošným voskovým povlakem. Barva bobule je temně modrá, krvavě červeně zbarvená je i dužnina (odrůda je barvířka), která je pevná, šťavnatá, kabernetové až višňově-trnkové chuti. Dužina obsahuje 2–3 semena. Hrozen je středně velký (13–16 × 7–12 cm, v průměru 150 g, ale až 280 g), konický, křídlatý, řídký se středně dlouhou, silnou, často rozvětvenou stopkou.

## Původ a rozšíření
Alibernet je moštová odrůda révy vinné (Vitis vinifera), která vznikla roku 1950 křížením odrůd Alicante Henri Bouschet a Cabernet Sauvignon. Autorem křížení jsou P.K. Ajvazjan a E.N. Dokučajevová, proběhlo ještě v dobách bývalého Sovětského svazu, v Ukrajinském vědeckovýzkumném ústavu vinohradnictví a vinařství V.E. Tairova v Oděse. Vinařský ústav na Vysoké škole zemědělské – zahradnická fakulta v Lednici na Moravě, ji k pěstování introdukoval (Prof. Ing. Vilém Kraus).
Pěstuje se na malých plochách ve státech bývalého Sovětského svazu, ale i na Slovensku a v menší míře v České republice. Do Státní odrůdové knihy České republiky byla odrůda zapsána roku 1975, od téhož roku je registrována i na Slovensku. Ojediněle se pěstuje na jižní Moravě, převážně ve Velkopavlovické podoblasti, na malých plochách ji najdeme také ve slovenských jižních vinařských oblastech. Roku 2010 byla odrůda v ČR pěstována na 18 hektarech, průměrné stáří vinic roku 2010 bylo 9 let, podíl odrůdy ve vinicích ČR byl 0,08 % roku 2004, na vinicích v SR téhož roku pak 0,63 %. Udržovatelem odrůdy je v ČR Šlechtitelská stanice vinařská, s.r.o. Polešovice.
Alibernet v ČR posloužil jako rodičovská odrůda při šlechtění odrůd Neronet a Rubinet.

## Název
Název odrůdy je kombinací názvů rodičovských odrůd. Další, lokálně používaná synonyma odrůdy jsou : Алиберне, Одесский черный (Rusko), Odesskij Červenyj, Oděskij Čornyj, šlechtitelský název je Semjanets 1-17-4.

## Pěstování
Réví vyzrává z 80–90 %, plodnost dřeva je 70–85 %, počet hroznů na výhon 1,3–1,6, na plodonosný 1,7–1,9. Proti poškození mrazy je odrůda poměrně dobře odolná (do −22 °C). Pro úrodné hlinité půdy se používají podnože SO-4, T 5C a 125 AA. Na podnoži K 5BB má odrůda velmi bujný růst a velmi řídké, méně kvalitní hrozny. Vyhovuje jí střední i vysoké vedení s řezem na středně dlouhé tažně, 7 až 8 oček na metr čtvereční. Plodnost je vyšší, 10–14 t/ha při cukernatosti moštu 15–18 °NM a obsahu kyselin 9,5–12 g/l (v černomořských podmínkách se udává cukernatost 18,3–23 g/100 ml při aciditě 5,8–9,7 g/l). Při sníženém výnosu a dobrém ročníku lze očekávat vyšší jakost sklizně.

### Fenologie
Doba rašení oček a doba květu je raná až středně pozdní, zaměkání bobulí začíná v ČR koncem srpna až začátkem září. Vegetační cyklus odrůdy trvá 160–165 dní při sumě aktivních teplot (SAT) 3000–3200 °C, v Oděse dozrává na přelomu září a října, u nás v první polovině října.

### Choroby a škůdci
Proti napadení plísní révovou (Plasmopara viticola) je odrůda středně odolná, plísní šedou (Botrytis cinerea) a padlím révovým (Uncinula necator) příliš netrpí.

### Poloha a půdy
Má-li být dosahováno vysoce jakostních, aromatických, tmavě červených vín, musí se využít nejlepší polohy a půdy. Alibernet patří mezi odrůdy náročné na stanoviště. Ideální jsou svahovité pozemky s jižní nebo jihozápadní expozicí. Hodí sa pouze do teplejších oblastí. Vyžaduje půdy dobře zásobené živinami, dostatečně záhřevné a s dobrým vodním hospodařením.

## Víno
Víno může dosahovat velmi dobré jakosti a může být dostatečně plné pouze při menším objemu sklizených hroznů a v dobrých ročnících. Z vyšších sklizní je řídké, méně barevné, s nepříjemně vysokým obsahem kyselin a s drsnými tříslovinami. V příznivých ročnících a na dobých polohách může dosáhnout vysoce jakostních aromatických tmavočervených vín s kabernetovým aroma. Odrůda je používaná do cuvée, jimž dodává barvu a kabernetové aroma. Proto je vhodná spíše pro dotváření barvy kabernetových odrůd, u jiných odrůd je třeba dbát na zvýšenou opatrnost při zachovávání původního charakteru vína.
Odrůda se u nás užívá i k výrobě odrůdových vín, takové typické víno je potom velmi tmavě červené s výraznou kabernetovou vůní, chuť je drsnější, travnatá, v horších ročnících s vyšší kyselinkou a s vyšším obsahem tříslovin, z kvalitních hroznů je víno středně plné až plné a vyzrává až do neutrální hebkosti. Ve vůni a chuti můžeme hledat černý rybíz, kabernetové tóny, čokoládu. Vína jsou vhodná k archivaci. Odrůdová vína jsou, podobně jako vína odrůdy Cabernet Sauvignon, vhodná k pokrmům ze zvěřiny. V černomořské oblasti se z odrůdy vyrábějí i dezertní a šumivá vína.

### Multimédia
- Ing. Radek Sotolář : Multimediální atlas podnožových, moštových a stolních odrůd révy, Mendelova zemědělská a lesnická universita Brno, zahradnická fakulta v Lednici
- Martin Šimek : Encyklopédie všemožnejch odrůd révy vinné z celýho světa s přihlédnutím k těm, co již ouplně vymizely, 2008–2012